# Narbuta Biy
Narbuta Khan fou kan de Kokand. Tradicionalment se'l considera net d'Abd al-Rahman Batir, un uzbeg de la tribu Miñ que va governar el districte d'Isfara; estava casat amb la germana d'Erdeni Beg. Khanikof i altres l'esmenten com Yamchi Biy o Jamchi Biy. Abd al-Rahman havia estat mort per Erdeni per apoderar-se d'Isfara, però Nerbuta, que quan això va passar només era un infant, es va salvar. A la mort d'Erdeni s'hauria produït una matança dels seus hereus i finalment Narbuta va pujar al poder com a hereu dels drets de la primera nissaga. Wathen en canvi pensa que era un net de Shah Rukh II.
El seu regnat a Kokand fou coincident amb el de Shah Murad a Bukharà i sembla que en major o menor mesura li estava subordinat, ja que mai va encunyar moneda ni va fer la khutba en nom propi. El seu exèrcit era de 50.000 homes. L'emperador de la Xina l'anomena com "fill meu". Cada any o dos enviava una ambaixada a la Xina amb regals, cavalls o pells, rebent a canvi or i joies (de valor molt superior). L'emir afganès Zaman Shah va enviar un ambaixador a Kokand el 1794 el qual va participar en una d'aquestes ambaixades que diu que tardava un mes i dies a arribar a Pequín; descriu en els millors termes a Narbuta del que diu que havia construït ell mateix un palau de gran bellesa les parets del qual estaven cobertes de "vidre" (segurament porcellana) i que 50 o 60 soldats hi feien guàrdia a la porta. El kan anava cada divendres a la mesquita escortat per 10.000 soldats (¿fidels?) i s'entrevistava amb els sayyids i els ulemes decidint sobre diverses matèries i remetent per les més complicades als muftis; en tornar a palau donava una festa; el menjar era el mateix que els uzbeks normals però el del kan portava menys arròs.
Mahsum Khoja diu que va conquerir tota la vall de Fergana excepte Khodjend i hauria conquerit Andijan, Mamangan, Ush i altres llocs. Als darrers anys de la seva vida va lluitar amb Fazil Beg per la possessió de Khodjend, i amb el seu fill Khudayar Beg, per la de Ura Tepe, sent derrotat pel segon que hauria matat 20.000 dels seus homes i segons el costum hauria fet una piràmide amb els cranis. El 1799 va fer una expedició contra Taixkent, on governava Yunus Khoja (Yunus Khan) al que estava enfrontar feia algun temps, però fou derrotat i fet presoner i portat a Taixkent on fou executat (probablement el 1800).
Va deixar tres fills: Alim, Umar i Shah Rukh. El primer el va succeir.